# Constitution de la Gambie
 (juin 2021).
La mise en forme du texte ne suit pas les recommandations de Wikipédia : il faut le « wikifier ».
Les points d'amélioration suivants sont les cas les plus fréquents :
- Les titres sont pré-formatés par le logiciel. Ils ne sont ni en capitales, ni en gras.
- Le texte ne doit pas être écrit en capitales (les noms de famille non plus), ni en gras, ni en italique, ni en « petit »…
- Le gras n'est utilisé que pour surligner le titre de l'article dans l'introduction, une seule fois.
- L'italique est rarement utilisé : mots en langue étrangère, titres d'œuvres, noms de bateaux, etc.
- Les citations ne sont pas en italique mais en corps de texte normal. Elles sont entourées par des guillemets français : « et ».
- Les listes à puces sont à éviter, des paragraphes rédigés étant largement préférés. Les tableaux sont à réserver à la présentation de données structurées (résultats, etc.).
- Les appels de note de bas de page (petits chiffres en exposant, introduits par l'outil «  Source ») sont à placer entre la fin de phrase et le point final[comme ça].
- Les liens internes (vers d'autres articles de Wikipédia) sont à choisir avec parcimonie. Créez des liens vers des articles approfondissant le sujet. Les termes génériques sans rapport avec le sujet sont à éviter, ainsi que les répétitions de liens vers un même terme.
- Les liens externes sont à placer uniquement dans une section « Liens externes », à la fin de l'article. Ces liens sont à choisir avec parcimonie suivant les règles définies. Si un lien sert de source à l'article, son insertion dans le texte est à faire par les notes de bas de page.
- La présentation des références doit suivre les conventions bibliographiques. Il est recommandé d'utiliser les modèles {{Ouvrage}}, {{Chapitre}}, {{Article}}, {{Lien web}} et/ou {{Bibliographie}}. Le mode d'édition visuel peut mettre en forme automatiquement les références.
- Insérer une infobox (cadre d'informations à droite) n'est pas obligatoire pour parachever la mise en page.

Pour une aide détaillée, merci de consulter Aide:Wikification.
Si vous pensez que ces points ont été résolus, vous pouvez retirer ce bandeau et améliorer la mise en forme d'un autre article.
Lire en ligne

Consulter

La Constitution de la République de Gambie est la loi fondamentale de la Gambie. Elle est entrée en vigueur le 16 janvier 1997 et a abrogé la Constitution gambienne de 1970.
Il s'agit de la deuxième constitution adoptée par le pays.
La Constitution établit un régime présidentiel avec un Parlement monocaméral.
Le Parlement gambien a examiné, en première lecture en septembre 2020, le projet de nouvelle Constitution censée remplacer celle de 1997, adoptée trois ans après un coup d’Etat militaire dirigé par l’ancien président Yahya Jammeh. L’approbation de ce texte aux deux tiers des votes des députés gambiens permettra, par la suite, de soumettre ledit projet à un référendum populaire pour son adoption définitive. Rédigé par la Commission de révision constitutionnelle (CRC) créée en décembre 2017, ce projet qui sera la troisième Constitution de la Gambie – la première date de 1970 – devrait permettre « au peuple gambien de prendre un nouveau départ dans la gouvernance démocratique ». Le nouveau texte consacre notamment la limitation des mandats présidentiels à deux – ce verrou avait été supprimé sous Yahya Jammeh - et donne la possibilité au président de désigner et de nommer son vice-président. Les nominations ministérielles sont toutefois soumises à la confirmation de l'Assemblée nationale qui doit être effectuée dans les quatorze jours qui suivent. Lorsqu'elle décide de ne pas confirmer un ministre, elle est tenue de fournir ses motifs par écrit au président dans les trois jours. Tout manquement à cet égard entraînera l'approbation du responsable. Le nouveau projet institue, par ailleurs, un nouveau mode de fonction du Parlement, un système de quotas pour la représentation des femmes à l’Assemblée nationale et l’indépendance politique des membres de la Commission électorale nationale.

## Compléments